# Dieter Werkmüller
Dieter Werkmüller, né le 11 juillet 1937 à Wiesbaden et mort le 24 octobre 2022 à Kirchhain, est un avocat allemand et ancien professeur d'université à l'Université de Marbourg.

## Biographie
En 1957, Werkmüller commence des études de droit à l'Université de Munich, qu'il achève en 1962 à l'Université de Francfort-sur-le-Main avec le premier examen d'État en droit. Le deuxième examen d'État suit en 1966. Il travaille ensuite comme assistant de recherche à l'Université de Francfort-sur-le-Main, mais passe ensuite à l'Université de Marbourg. Là, il obtient son doctorat en 1970 avec un travail d' histoire juridique sur Weistum (de).
Deux ans plus tard, Werkmüller est nommé à la chaire nouvellement créée d'histoire du droit et de droit civil à l'Université de Marbourg. Il accepte cet appel et y enseigne et fait des recherches jusqu'à sa retraite en 2002. Peu de temps après sa retraite, il rejoint le même cabinet d'avocats de Marburg qu'Ekkehard Kaufmann (de) a rejoint en 1992. Werkmüller y travaille comme avocat jusqu'en 2006. Jusqu'en 2006, Werkmüller tient également un certain nombre de conférences d'histoire juridique à l'Université de Marbourg.
Les recherches de Werkmüller portent en particulier sur l'histoire juridique allemande. Il acquit une plus grande notoriété grâce à son travail sur le Handwörterbuch zur deutschen Rechtsgeschichte (de).

## Œuvres (sélection)
- Dieter Werkmüller, Über Aufkommen und Verbreitung der Weistümer. Nach der Sammlung von Jacob Grimm, Berlin, Erich Schmidt Verlag, 1972 (ISBN 3-503-00729-6)
- mit Adalbert Erler (de), Ekkehard Kaufmann (de), Wolfgang Stammler (de), Handwörterbuch zur deutschen Rechtsgeschichte, Berlin, Erich Schmidt Verlag, 1998 (ISBN 3-503-00015-1)